# Entedon atrocyanea
Entedon atrocyanea is een vliesvleugelig insect uit de familie Eulophidae. De wetenschappelijke naam is voor het eerst geldig gepubliceerd in 1914 door Silvestri.